# Кузьмин, Роман Иванович
Рома́н Ива́нович Кузьми́н (30 сентября [12 октября] 1811, Николаев, Николаевское и Севастопольское военное губернаторство — 12 [24] ноября 1867, Санкт-Петербург) — русский архитектор, профессор архитектуры, действительный статский советник (1861).

## Биография
Родился 30 сентября 1811 года. Учился в Императорской академии художеств, в качестве пенсионера Черноморского войска, и закончил её в 1832 году, с званием классного художника и с малой золотой медалью, присужденной ему за «проект духовной семинарии». В следующем году, за исполнение другой программы: «Проект усадьбы богатого помещика», был удостоен большой золотой медали и вскоре после этого отправлен за границу.
В Европейской Турции и в Греции изучал памятники преимущественно византийского церковного зодчества, в Риме занимался реставрацией форума Траяна и, проведя за границей шесть лет, вернулся в Санкт-Петербург в 1840 году. За работы, исполненные им во время этого путешествия, ему было присвоено звание академика, из которого он через год был повышен в профессора, за проект здания для медико-хирургической академии с клиниками и другими строениями.
После этого Кузьмин служил старшим архитектором при гоф-интендантской конторе и, в этой должности, возвёл немало построек для дворцового ведомства, среди которых несколько корпусов для Императорских конюшен, перестроил и расширил Гатчинский дворец, участвовал в перестройке Певческой капеллы (1857) и соорудил городской собор в Гатчине.
Самыми главными зданиями Кузьмина, в которых ярко выразились его художественный вкус и знание архитектурных стилей, признаются церковь при русском посольстве в Афинах, православный собор на улице Дарю в Париже, греческая посольская церковь в Санкт-Петербурге (при участии арх. Ф. Б. Нагеля; не сохранилась) и роскошный дом, выстроенный в стиле Возрождения для Утина там же, на Конногвардейском бульваре. Последним его сооружением была мраморная часовня у Летнего сада.
На 1867 год — действительный статский советник (с 16 декабря 1861 года), член Учёного комитета Министерства путей сообщения и старший архитектор ведомства Придворной Его Величества конторы.

## Награды
- Орден Святого Владимира 4-й степени (1852 год)
- Орден Святого Станислава 2-й степени (1858 год)
- Орден Святой Анны 2-й степени (1861 год; императорская корона к этому ордену пожалована в 1865 году)

## Постройки

### Санкт-Петербург
- Шпалерная улица, д.№ 52 — дом придворного духовенства. 1842.
- Улица Чайковского, д.№ 2, средний корпус — придворно-служительский дом. 1843—1844.
- Шпалерная улица, д.№ 35 — придворно-служительский дом. 1843—1847. Включен существовавший дом.
- Петровская набережная, д.№ 6 — футляр Домика Петра I. 1844. (Расширен).
- Улица Чайковского, д.№ 30 — особняк Л. В. Кочубея. 1844—1846. Завершен Г. А. Боссе.
- Стремянная улица, д.№ 5 — доходный дом. 1850.
- Набережная канала Грибоедова, д.№ 11 / Малая Конюшенная улица, д.№ 6 / Чебоксарский переулок, д.№ 1 — здание Придворного госпиталя. Перестройка. 1852—1857. (Перестроено).
- 1-я Красноармейская улица, д.№ 3 — 5 — доходный дом Т. Тарасовой. 1858—1859. Совместно с К. К. Андерсоном и А. И. Ланге.
- Конногвардейский бульвар, д.№ 17 / Галерная улица, д.№ 20, правая часть / Замятин переулок, д.№ 4 — доходный дом И. О. Утина. 1858—1860.
- Греческая площадь / Лиговский проспект, д.№ 6 — греческая посольская церковь Димитрия Солунского (при участии арх. Ф. Б. Нагеля[2]). 1861—1866 (снесена в 1962 году для постройки концертного зала «Октябрьский»).
- Дворцовая набережная у Летнего сада (1866—1867) — часовня Александра Невского в память о спасении Александра II при покушении. (Не сохранилась).

### Гатчина
- Перестройка и расширение Гатчинского дворца
- Собор Святого апостола Павла (Гатчина)

### Москва
- Ярославский вокзал (1859—1862, перестроен)
- Рязанский вокзал (1863, строительство осуществлял А. П. Попов; не сохранился)

### Париж
- Собор Александра Невского (1847—1861).

### Афины
- Троицкая церковь при русском посольстве (1847—1861, перестройка и ремонт).

### Красное знамя
- Церковь Воскресения Христа Спасителя в усадьбе Воейковых Старая Ольшанка, совместно с К. А. Молдавским (1843—1860)

## Приписываемые постройки

### Ярославль
- Московский вокзал (1870) — построен в схожих с Ярославским вокзалом в Москве формах, уже после смерти Кузьмина.